# Кучерла (посёлок)
Кучерла — посёлок в Усть-Коксинском районе Республики Алтай России. Входит в состав Катандинского сельского поселения.

## География
Расположено на левом берегу реки Кучерлы, рядом с местом её впадения в реку Катунь. Находится на расстоянии 68 км от районного центра села Усть-Кокса.
Ближайший населённый пункт: село Тюнгур, расположенное в двух километрах к северу, на берегу реки Катуни. Между Кучерлой и Тюнгуром действует подвесной автомобильный мост через реку Катунь. На 2020 год, действует бетонный мост.
К северу от посёлка есть турбаза «Высотник». Кучерла — ближайший населённый пункт к горе Белухе.

## Население
| 2010 | 2011 | 2012 | 2013 | 2014 | 2015 | 2016 |
| ---- | ---- | ---- | ---- | ---- | ---- | ---- |
| 210  | →210 | ↘203 | ↘199 | ↘192 | ↘179 | ↗185 |

Всё население посёлка — алтайцы.

## Инфраструктура
Школа, детсад.
Обелиск павшим воинам в Великую Отечественную.